# 望安天后宮
望安天后宮，又作西安天后宮、網垵天后宮，臺灣澎湖縣廟宇，主祀天上聖母媽祖，望安鄉西安村大廟，網垵澳角頭廟之一。法師流派屬於「普庵派」。:60–62

## 沿革
澎湖縣望安鄉分別有「網垵」與「八罩」兩大古名，其中之一的「網垵」是澎湖群島之中、南方海域最大島的島名（即今望安島），同時島上亦有被稱作「網垵社」的聚落，位於網垵島的南側。台灣清領時期，澎湖水師協在網垵聚落東側海岸設置「挽門汛」（今潭門港），清代方志《澎湖紀略》上有設營房五間，煙墩、礮台各一座，駐汛兵二十八名等文字紀錄，故網垵在清領時期是軍事地位重要的海防據點。
1895年因清、日簽署〈馬關條約〉，台灣與澎湖轉由日本帝國統治，「網垵」聚落一名延續至大正九年（1920年）間，更名作「望安」，連帶網垵島也改易作「望安島」。1945年二戰結束，中華民國政府接收台灣、澎湖，行政組織又進行調整，將原「望安」聚落一分為二，分成「東望安村」與「西望安村」，嗣後又易名為「東安村」與「西安村」。
望安天后宮開基者不詳，由於清領時期媽祖被敕封為「天后」，鑒於媽祖廟屬於官廟體系，又根據2014年付梓的《望安鄉志》引述〈天后宮宮史〉指稱，望安天后宮肇建於乾隆17年（1752年），原建於挽門港煙墩山東北側，此處古稱「營盤」，為澎湖水師協挽門汛營兵的駐紮地，可推測興建之初與澎湖水師駐軍頗有淵源。嘉慶六年（1801年），網垵居民為恭迎李府千歲駐蹕，乃在網垵的「前寮」起建新廟，並將原本在營盤的媽祖像遷奉至「前寮」，媽祖自此長駐網垵前寮，前寮即今望安鄉西安村的西南隅，故望安天后宮現今行政區域位於西安村。
望安天后宮在清領時期、日治時期的修建次數不詳，僅有嘉慶六年（1801年）自營盤遷建前寮一次可考；戰後在民國45年（1956年）、民國81年（1992年）有兩次重建紀錄。其中民國81年（1992年）的重建工程委請莊順就匠師（馬公市文澳人）主持，不意在工程將屆完成的民國83年（1994年）5月30日凌晨發生大火，廟內的石雕、文物慘遭焚毀，包括一枚清代古匾「湄島聲靈」，該匾落款於嘉慶壬戌年（1802年）桂月，也隨之化為灰燼，廟宇工程延宕至民國86年（1997年）4月才告竣工。

## 圖輯

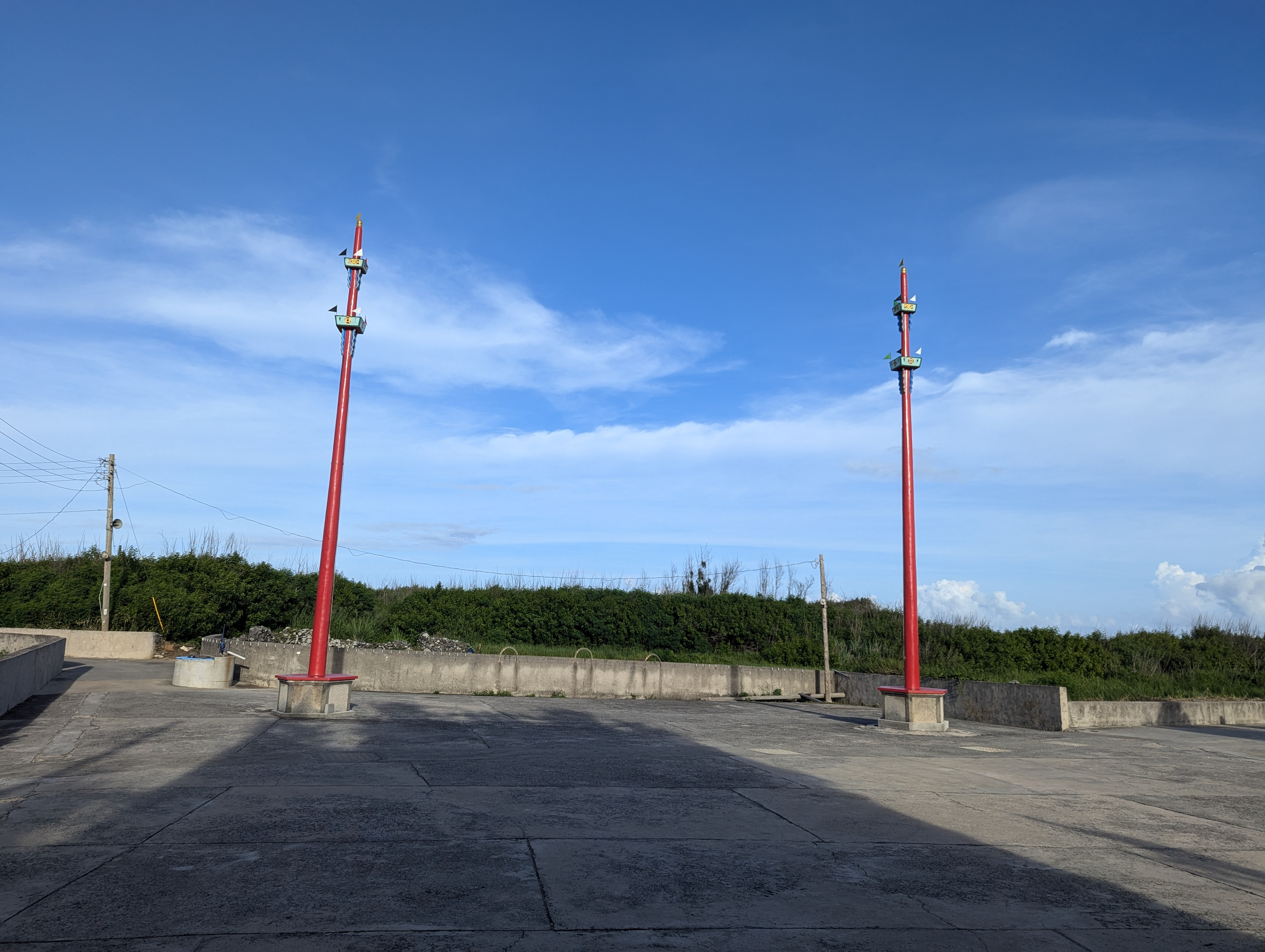
廟埕與旗桿
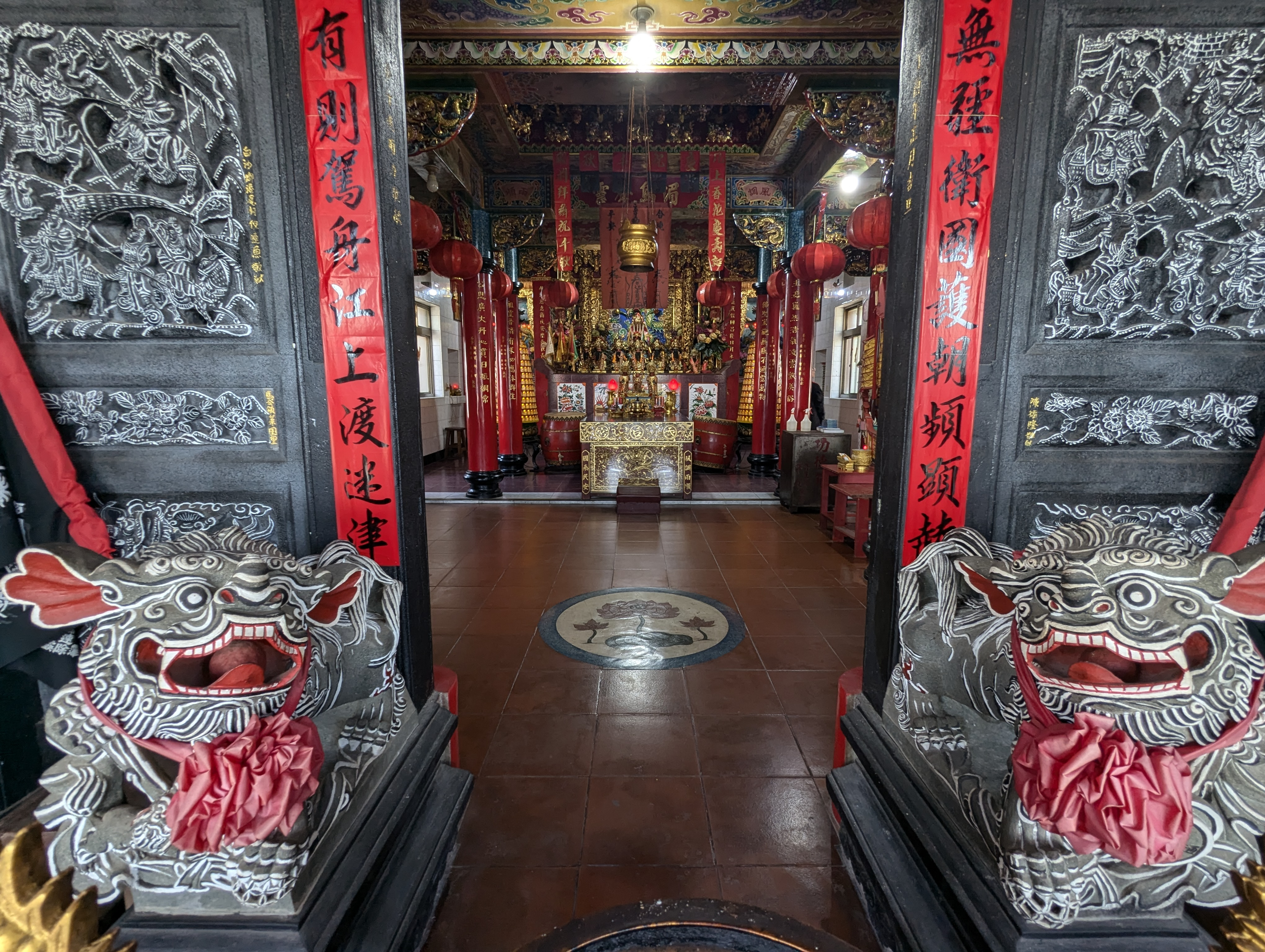
正門楹聯與石獅
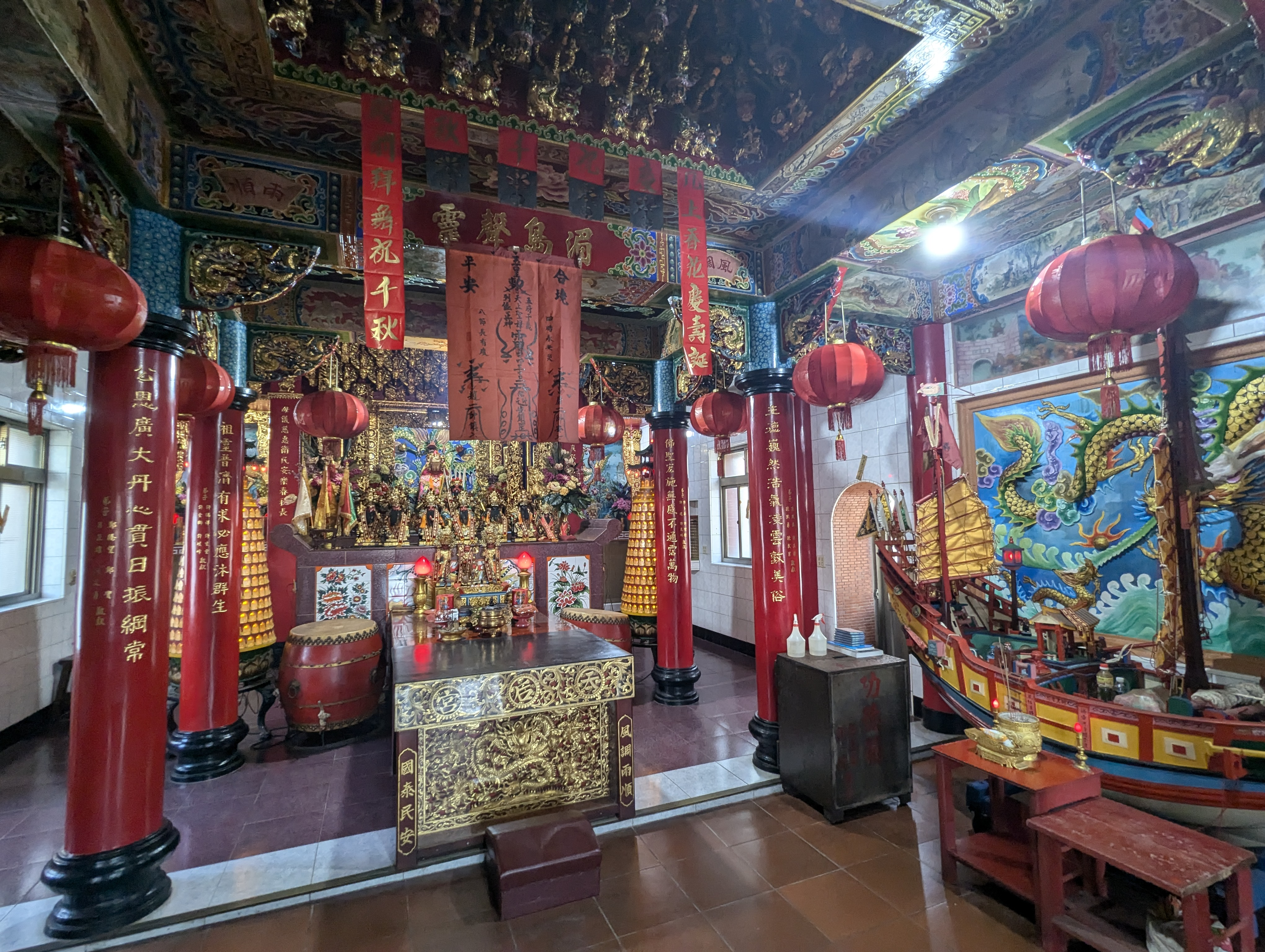
神明廳
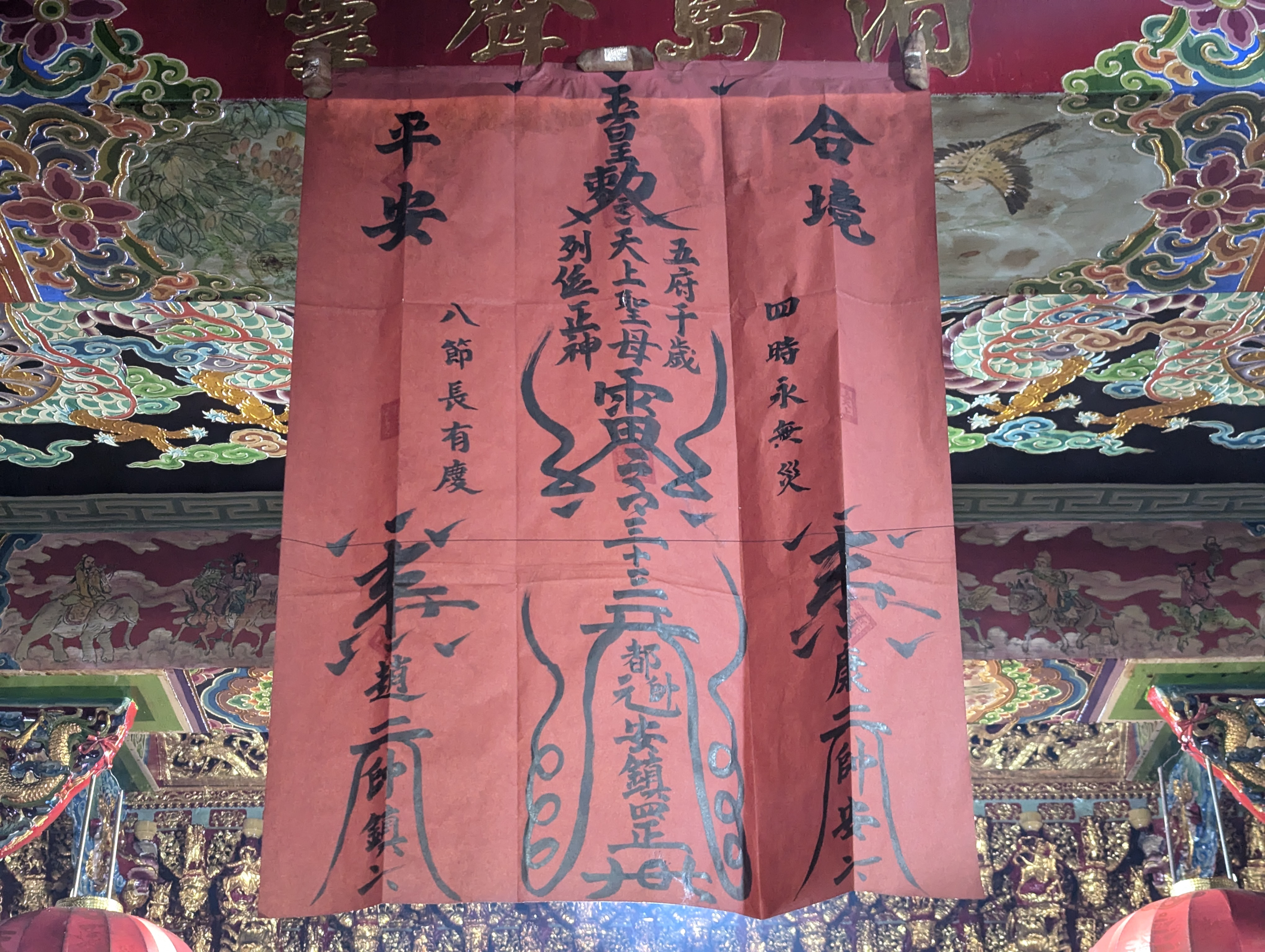
大符雷令
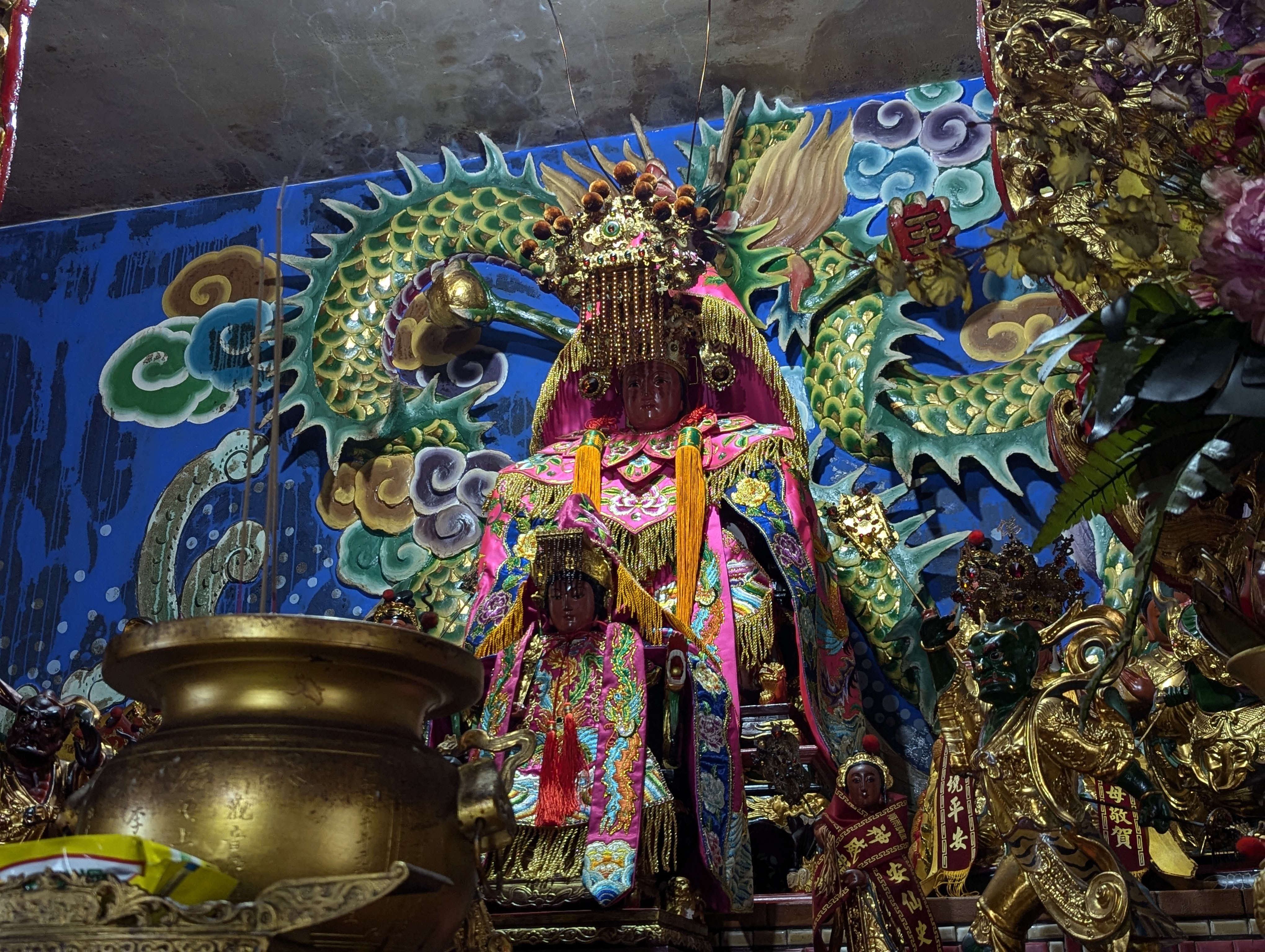
媽祖神龕
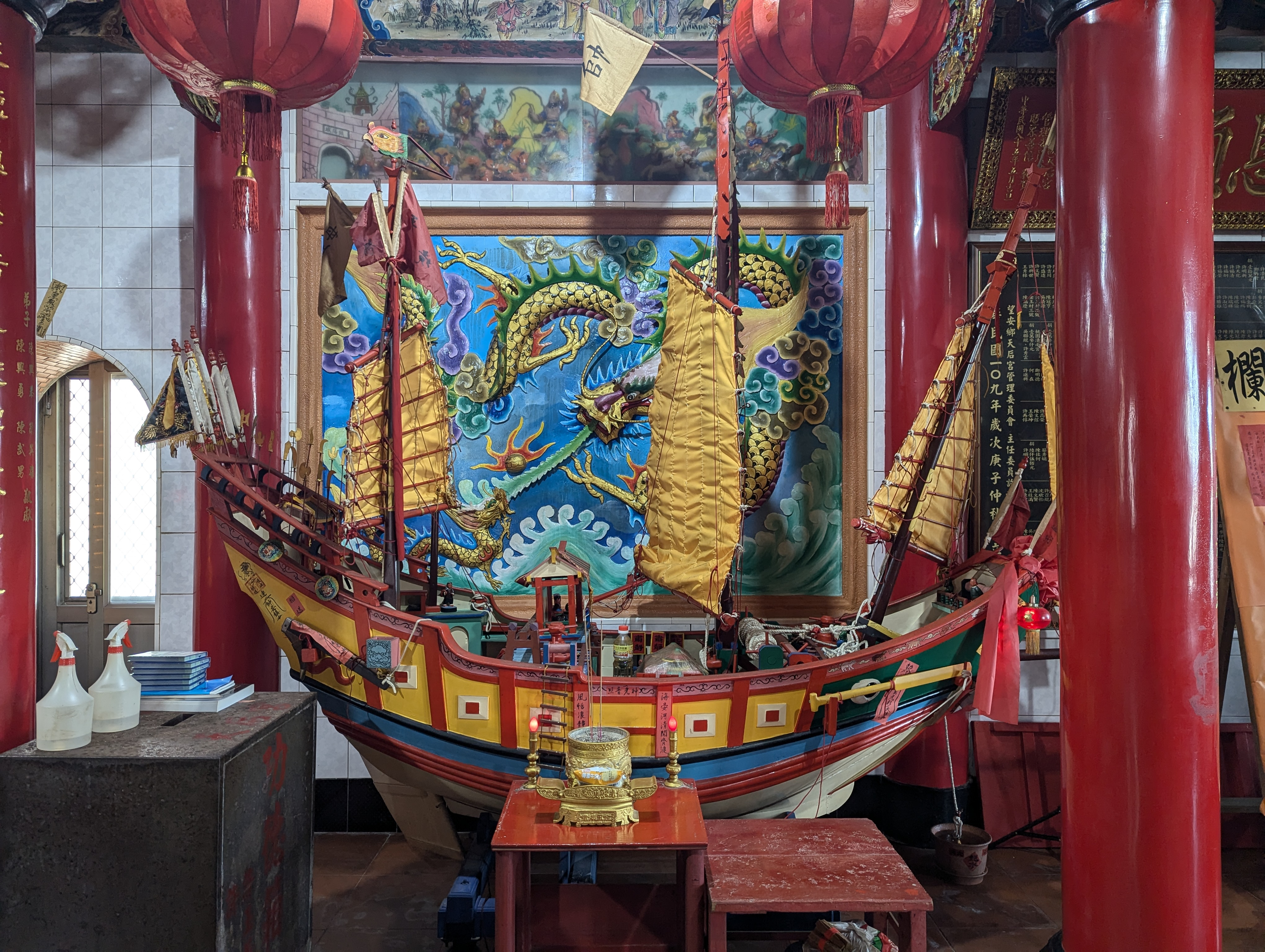
王船